# Тарасов, Василий Семёнович
Васи́лий Семёнович Тара́сов (26 декабря 1923, Нижняя Салда — 5 декабря 2001, Ижевск) — советский и российский инженер-металлург, директор Ижевского металлургического завода, Герой Социалистического Труда. Лауреат Государственной премии СССР, премии Совета Министров СССР, Почётный гражданин Удмуртской Республики, Герой Социалистического Труда. Награждён орденами Ленина (дважды), Октябрьской Революции, Трудового Красного Знамени (дважды), медалями.

## Биография

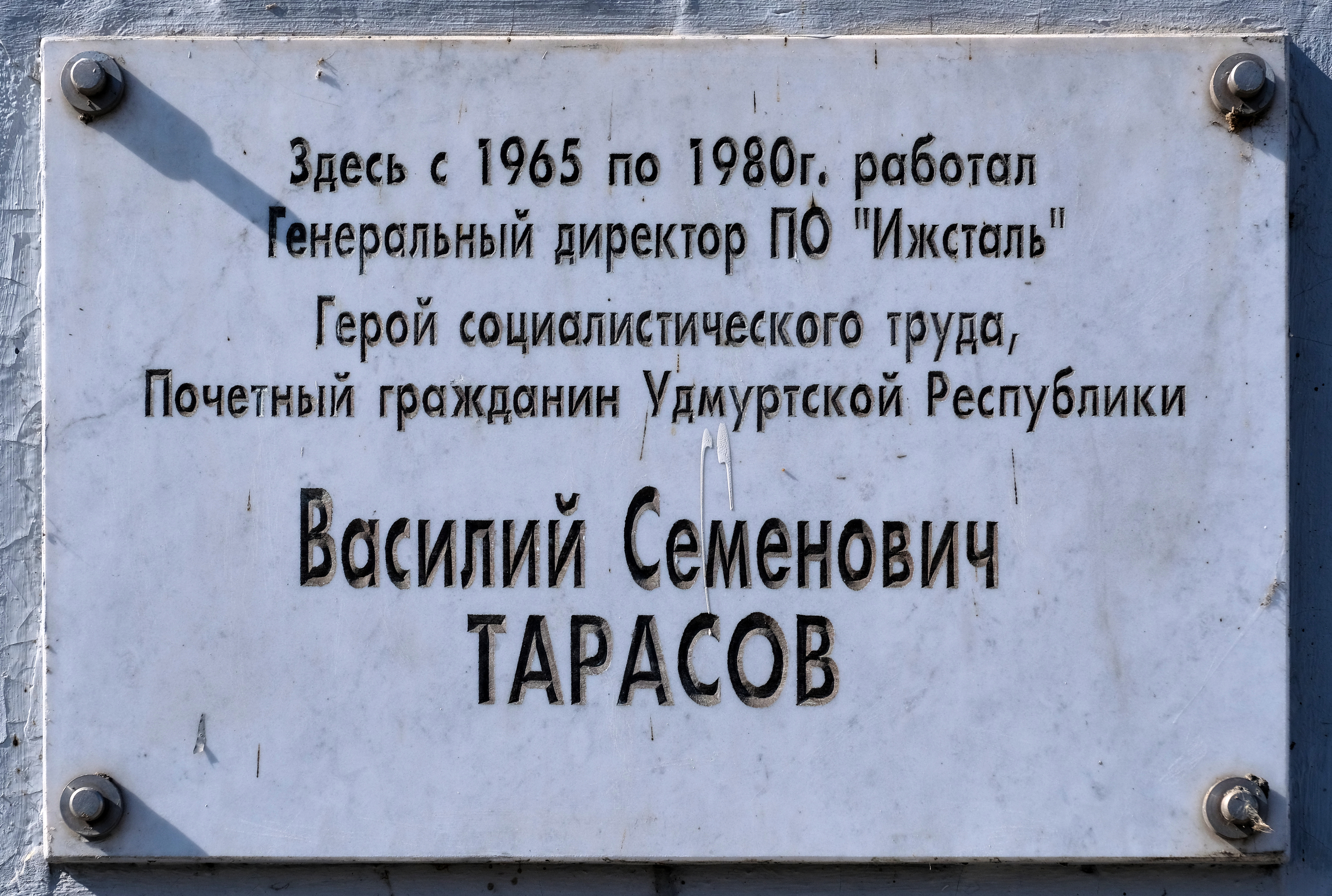
Памятная табличка у восточной проходной завода Ижсталь

Окончил Уральский политехнический институт в 1949 году по специальности инженер-металлург.
В 1941—1943 годах работал токарем на Нижне-Салдинском металлургическом заводе. После окончания института был направлен на Воткинский машиностроительный завод, где в 1949—1961 года работал начальником смены, заместителем начальника и начальником прокатного цеха, заместителем начальника металлургического производства.
В 1961—1963 годах работал в должности начальника производственного отдела управления металлургии и машиностроения Удмуртского совнархоза.
В 1963—1980 годах работал на заводе «Ижсталь» главным прокатчиком, секретарём парткома, директором завода. В 1980—1987 годах занимал должность генерального директора ПО «Ижмаш».
Под его руководством проведена реконструкция завода; проходило освоение производства стальных фасонных профилей высокой точности, плющеной ленты для поршневых колец двигателей внутреннего сгорания, сдан в эксплуатацию электросталеплавильный цех с освоением производства стали электрошлакового и вакуумно-дугового переплавов.
Тарасов В. С. является автором 12 изобретений. Был делегатом 26-го съезда КПСС, избирался депутатом Верховного Совета УАССР 6–11-го созывов в 1963–1985 годах.
Скончался 5 декабря 2001 года в Ижевске, похоронен на Хохряковском кладбище.

## Память
- В январе 2017 года часть улицы Фруктовой, жилого микрорайона «Городок металлургов» Ижевска, была переименована в память о Василие Семеновиче[5][3].
- Хоккейный турнир памяти Василия Тарасова проходит в Ижевске на ледовой арене «Ижсталь» ежегодно на протяжении 12 лет в последних числах августа. На турнире соревнуются клубы из разных городов страны[6].